# ایشتوان ماگاش
ایشتوان ماگاش (مجاری: Magas István؛ زادهٔ ۲۲ فوریهٔ ۱۹۵۲) اقتصاددان، و بازیکن واترپلو اهل مجارستان است.